# Parmenides
Parmenides z Elei (gr. Παρμενίδης ὁ Ἐλεάτης Parmenides ho Eleates, ur. ok. 540 p.n.e., zm. ok. 470 p.n.e.) – grecki filozof, twórca szkoły elejskiej w Elei, wedle tradycji – słuchacz Ksenofanesa.

## Byt
Centralnym pojęciem parmenidejskiej refleksji jest byt: po raz pierwszy w greckiej filozofii analizowany tak systematycznie i szczegółowo. Po pierwsze, byt utożsamiany jest z Prawdą: tylko to, co jest, jest prawdziwe.
Wszelkie własności bytu odpowiadają więc z konieczności przymiotom Prawdy. Własności te zaś wynikają z poczynionego spostrzeżenia, że „Byt jest, a niebytu nie ma” (ἔστι γὰρ εἶναι͵ μηδὲν δ οὐκ ἔστιν). Parmenides stwierdził więc, że byt jest wieczny, nie ma początku ani końca (bo musiałby powstać z niebytu lub przeistoczyć się w niebyt, a niebytu nie ma), ponadto jest nieruchomy i niezmienny (bo zmienić mógłby się jedynie w niebyt), niepodzielny (gdyż jego części nie można by nazwać już bytem), stały i jeden. Pogląd ten, otrzymany wyłącznie w wyniku rozumowania, stoi w oczywistej sprzeczności z doświadczeniem. Parmenides uznał więc poznanie zmysłowe za niewiarygodne, ponieważ nie zgadzało się ono z rozumowaniem.
Tylko ta jedna opowieść

O drodze, że jest pozostaje. Na niej są bardzo liczne

Oznaki tego, że byt niezrodzony jest też niezniszczalny,

Całkowity oraz jedyny, niewzruszony oraz doskonały.

Nie był kiedyś ni będzie, gdyż teraz jest razem wszystek.

Jeden, rozciągły. Bo jakiż rodowód szukałbyś dla niego?

Jakże i skąd miałby wyróść ? Otóż nie pozwolę mówić tobie

I myśleć, że z niebytu, gdyż ani wyrazić, ani zrozumieć

Nie można owego nie jest. Jakiż to przymus by go skłonił

Z nicości poczynając, prędzej czy później, się narodzić?.

## Kosmogonia
Kosmogonia Parmenidesa była próbą określenia bytu Wszechświata w odniesieniu do Jedna. Zdaniem Parmenidesa natura bytu nie ulega zmianie, zmienność rzeczy jest pozorna. Dlatego należy odrzucić związek między bytem a faktami, a przyjąć związek między bytem a myślą: rzecz jest i jest myślana. Myśl, gdy nie jest w błędzie, jest w zgodzie z tym, co rzeczywiście istnieje (dlatego niebytu nie ma, bo o nim nie da się pomyśleć).
Ponieważ o danej rzeczy można myśleć w dowolnym momencie – istnieje ona zawsze. Istnieje więc tylko Jedno, nieprzemijające i niestworzone, nieruchome, bez końca, niepodzielne. Jest ono ograniczeniem, któremu wszczepiona jest absolutna konieczność bycia (jeśli więc jest to, co jest, to nie ma tego, czego nie ma).
Stąd własności bytu:
- nie ma początku (z czego by powstał),
- nie ma końca,
- jest i wieczny, ciągły (przerwa byłaby niebytem),
- nieruchomy, niezmienny (bo mógłby się zmienić tylko w niebyt),
- niepodzielny (części bytu nie byłyby już bytem, a więc byłyby niebytem),
- stały i jeden (a skoro jest stały, jest trwałością).
- ograniczony i zakończony we wszystkich kierunkach (jego granice są zatem kształtu kuli).

W ten sposób kosmologia Parmenidesa stała się ontologią. Byt Parmenidesa to byt kosmosu, bez kosmosu. Nie jest zasadą (gdyż brak mu czegoś, czemu dawałby początek) ani kosmosem. Jest zaś bytem zasady i kosmosu. Nie stanowi on syntezy przeciwieństw, gdyż one nie istnieją.
Świat to splecione ze sobą kręgi:
- pierwszy zbudowany jest z tworzywa rzadkiego,
- drugi zbudowany jest z tworzywa gęstego,
- pomiędzy nimi są dwa kolejne kręgi: pierwszy – zbudowany z tworzywa ciemnego, drugi zaś – z tworzywa świetlistego,
- pośrodku jest krąg ognisty,
- w samym środku wszystkiego jest zaś Natura, która wszystkim rządzi.

Parmenidejski model kosmosu stanowi nową jakość. Model ten to już nie system sfer obracających się wokół Ziemi, ale system różnych poziomów i wymiarów tych sfer. Jest to też pierwsza, choć nieuświadomiona próba wskazania obszaru działania, pola, gdzie natura Wszechświata jako centrum oddziałuje poprzez obracające się kręgi. Kręgi te zaś tworzą wspólne Jedno – byt. Stąd już blisko do post-kartezjańskich prób przezwyciężenia problemu współistnienia duszy i ciała. Koncepcje te definiowały bowiem byt jako złączenie duszy z ciałem.
Duszą był tu element centralny (u Parmenidesa – Natura), ciałem zaś pole jego działania (u Parmenidesa – kręgi). Gdyby połączyć to z koncepcją Empedoklesa o istnieniu dwóch sił (odpychania i przyciągania) stanowiących źródło wszelkich zjawisk przyrody (a zatem odpowiedzialnych za ruch kręgów) i ożywić w ten sposób parmenidejską materię (uznając, iż siły te są wszczepione substancji), to otrzymujemy nie tylko obraz nowożytnych prób przezwyciężenia dylematu Kartezjusza, ale niemal współczesny model struktury Wszechświata.
Rozwinięcia modelu Parmenidesa dokonali Zenon z Elei oraz Empedokles. U Parmenidesa istniała równość między bytem a niebytem: byt był, a niebytu nie było. Zenon mówi zaś również o nierówności. Zatem, jak chciał Parmenides – nic nie może powstać z tego, co jemu równe (bo nie ma zmiany), ale również nic nie może powstać z tego, co nierówne (bo jak by powstało). Dlatego Jednym jest Bóg, który jest we wszystkim niezmienny (ma zatem kształt kuli). Jest to heraklitejskie pojęcie czegoś jako relacji do jego przeciwieństwa.
Istotniejsze zmiany przynosi kosmologia Empedoklesa.

## Znaczenie
- prekursor ontologii
- stworzenie podstaw myślenia logicznego
- początki abstrakcyjnego filozofowania

Znaczenie Parmenidesa polegało przede wszystkim na stworzeniu teorii niezmienności i jednostkowości bytu, ogłoszeniu tożsamości myśli i rzeczy (co wiązało się z wprowadzaniem dualizmu – odróżnienia myśli od zawodnych spostrzeżeń zmysłowych) oraz na wprowadzeniu dedukcyjnej metody filozofowania.